# Vorwerkhuhn
Das Vorwerkhuhn ist eine Haushuhnrasse, die ab 1900 in Hamburg durch den Kaufmann Oskar Vorwerk erzüchtet wurde. 1912 wurde die Rasse erstmals öffentlich zur Junggeflügelschau in Hannover vorgestellt. Das Vorwerkhuhn ist in ganz Europa verbreitet und bietet neben einer guten Legeleistung noch einen guten Schlachtkörper. Es ist also ein Zweinutzungshuhn. 
Vorwerkhühner haben einen kräftigen Körperbau in gedrungener, abgerundeter Landhuhnform. Die Läufe sind schieferblau und nicht zu kräftig. Auf dem Kopf haben die Tiere einen Einfachkamm.
Diese Rasse stellt keine besonderen Haltungsanforderungen und zeichnet sich durch ein ruhiges und zutrauliches Wesen aus.

## Zwergform
Die Zwergform des Vorwerkhuhns ist ebenfalls sehr gut verbreitet. Sie wurde 1965 anerkannt. Der Hahn wiegt 1100 Gramm und die Henne 900 Gramm. Die jährliche Legeleistung beträgt 140 Eier mit gelblicher Schale. Bruteier sollten mindestens 37 Gramm wiegen.

## Gefährdung und Zucht

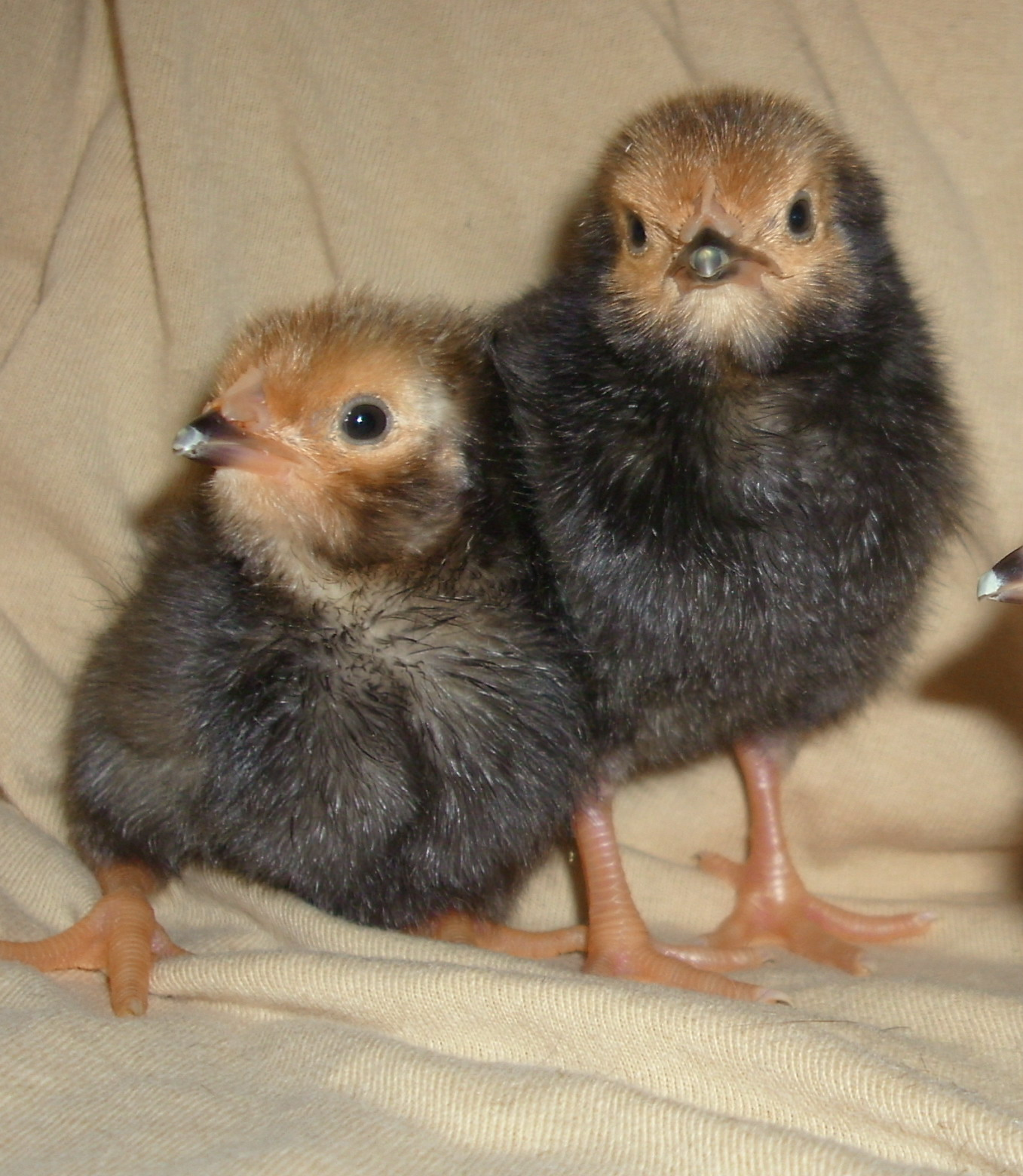
Küken

Das Vorwerkhuhn gilt als gefährdete Nutztierrasse und steht auf der Vorwarnstufe in der Liste gefährdeter Nutztierrassen der Gesellschaft zur Erhaltung alter und gefährdeter Haustierrassen e. V. Seit 1926 existiert ein Sonderverein, der ’Sonderverein zur Zucht und Erhaltung der Vorwerk- und Zwerg-Vorwerkhühner’. Durch den Zweiten Weltkrieg kam die Rasse an den Rand des Verschwindens. Reinrassige Vorwerkhühner blieben nur bei einem Züchter im Thüringer Wald mit 26 Hennen und 2 Hähnen erhalten. Im Jahr 2013 wurde ein Bestand von 718 Hähnen und 3141 Hennen ermittelt. Da bei der geringen Gesamtzahl der Exemplare die Gefahr der Inzucht droht, wurde 1999 für das Vorwerkhuhn ein Zuchtring gegründet.